# 1364
Năm 1364 là một năm trong lịch Julius.